# سباط العلمي
سباط العلمي (1806) أو بيت العلمي هو بيت أثري يعود إلى القرن السابع عشر الميلادي، ويقع في الناحية الغربية الشمالية للمسجد العمري الكبير، وبالقرب من قصر الباشا في حي الدرج في البلدة القديمة من مدينة غزة. هو من الأسبطة الوحيدة التي كانت متبقية في مركز غزة التاريخي. تم تدميره خلال الحرب الفلسطينية الاسرائيلية 2023.

## بناؤه
تبلغ مساحة البيت 220 متراً مربعاً، ويتميز سباطه بالطابع التقليدي للعمارة الإسلامية العثمانية، إذ يتكون من ممر مسقوف بقبو متقاطع بين بنائين رئيسيين، أسفلهما شارع ضيق لا يزيد عن الثلاثة أمتار فقط، ويوجد أعلى الممر المسقوف غرفة تغطيها قبة. ومن أهم ما يميز السباط واجهته الشمالية المطلة على شارع الوحدة بحجارتها الرملية ذات اللون الجميل.
يوجد للبيت درجين أحدهما يؤدي إلى ساحة علوية تسمى "الحضير" فيها غرفة واحدة، والآخر يؤدي الطابق الأرضي "الإيوان"، وهو مكان مفتوح للجلوس بثلاثة جدران محفورة على شكل مستطيلات ضلعها الأعلى على شكل قوس. ويقابل الإيوان سلّمين يصلان للطابق الأول. يوجد أسفلهما المَزْيَرَة، وهي حوض مياه صغير موجود في الجدار، وبجانبها المَخَبيِّة، وهي غرفة مربعة الشكل تستخدم لتخزين الحبوب والدقيق.